# Смит, Мэри Рассел
Мэри Рассел Смит (англ. Mary Russell Smith; 1842—1878) — американская художница.

## Биография
Родилась в 1842 году в местечке Edgehill, боро Дженкинтаун, штат Пенсильвания. Дочь художника-пейзажиста Уильяма Смита и его жены — художницы-любителя Мэри Присциллы Уилсон Смит (Mary Priscilla Wilson Smith, 1819—1874). Её брат — Ксанф Рассел Смит тоже стал художником-маринистом.
Оба родителя Мэри выставлялись в Пенсильванской академии изящных искусств. Здесь же выставляла некоторые работы и их дочь, которая не посещала художественных школ и начала рисовать в четырнадцать лет под руководством матери.
Мэри Рассел Смит пожелала, чтобы после её смерти выручка от продажи её картин использовалась для финансирования премии, которая будет вручаться художницам, выпускницам Пенсильванской академии. Этой премией стал Приз Мэри Смит, который учредил её отец.
Умерла в 1878 году.